# Poneropterus sphecoides
Poneropterus sphecoides är en myrart som beskrevs av Gennady M. Dlussky 1983. Poneropterus sphecoides ingår i släktet Poneropterus och familjen myror. Inga underarter finns listade i Catalogue of Life.